# Municipio de Pueblo Nuevo Viñas
Municipio de Pueblo Nuevo Viñas är en kommun i Guatemala.   Den ligger i departementet Departamento de Santa Rosa, i den södra delen av landet, 50 km söder om huvudstaden Guatemala City.